# 351P/Wiegert-PANSTARRS
351P/Wiegert-PANSTARRS est une comète périodique découverte le 8 août 2016 par le système de relevé astronomique Pan-STARRS. Elle est ensuite identifiée sur des images de Pan-STARRS du 9 juillet 2016. L'astre reçoit la dénomination P/2016 P2.
Des observations ultérieures permettent d'établir un lien avec un astéroïde (2007 R11)[Quoi ?] découvert par l'astronome canadien Paul Wiegert depuis l'Observatoire Canada-France-Hawaï (CFHT) le 14 septembre 2007 et un objet céleste (1998 U8) présent sur des images du programme LONEOS datant d'octobre 1998,. Il s'agit d'un seul et même objet dont la période orbitale est de 9,33 ans. Il reçoit sa dénomination définitive, 351P/Wiegert-PANSTARRS.